# Сколівський район
Ско́лівський райо́н — колишній район України на південному заході Львівської області.
Районний та адміністративний центр — місто районного значення Сколе. Населення становить 47 618 осіб (на 1 серпня 2013). Площа району 1471 км². Утворено у січні 1940 року. Найвища точка району — гора Парашка (1268 м). Територією району протікають річки Опір, Стрий.

## Географія
На території Сколівського району в межах масиву Сколівських Бескидів розташований Національний природний парк «Сколівські Бескиди». Найвища точка району — гора Парашка (1268 м). Територією району протікають річки Опір, Стрий. Біля села Корчин на річці Велика Річка розташований водоспад Гуркало.

## Історія
Сколівський район було утворено 17 січня 1940 р. згідно з Указом Президії Верховної Ради УРСР зі ґмін Стрийського повіту: міської — Сколе та сільських — Любинці, Підгородці і Синовидско Вижне. У 1959 році до його складу увійшов Славський район. 1963 р., у зв'язку з утворенням територіально-виборчих управлінь, Сколівський район було ліквідовано, а його територію включено до Стрийського району. 8 грудня 1966 р. район знову було відновлено.
Найдавнішими поселеннями району є Верхнє Синьовиднє (перша писемна згадка 1240 р.) та м. Сколе (перша писемна згадка датується 1397 р., яке за легендою виникло у 1015 році після битви в долині р. Опір між синами князя Володимира Великого: Святополком та Святославом). в районі є залишки фортеці «Тустань» — ХІ-XIV ст.
25 травня 2014 року відбулися Президентські вибори України. У межах Сколівського району було створено 57 виборчих дільниць. Явка на виборах складала — 78,69 % (проголосували 28 708 із 36 483 виборців). Найбільшу кількість голосів отримав Петро Порошенко — 72,44 % (20 796 виборців); Юлія Тимошенко — 13,01 % (3 736 виборців), Олег Ляшко — 5,84 % (1 677 виборців), Анатолій Гриценко — 3,24 % (929 виборців). Решта кандидатів набрали меншу кількість голосів. Кількість недійсних або зіпсованих бюлетенів — 0,57 %.

## Адміністративний устрій
Адміністративно-територіально район поділяється на 1 міську раду, 2 селищні ради та 31 сільську раду, які об'єднують 56 населених пунктів і підпорядковані Сколівській районній раді. Адміністративний центр — місто Сколе.

## Економіка
На території району є два держлісгоспи (Сколівський і Славський), два ДЛГП «Галсільліс» (Сколівське і Славське) та військовий лісгосп. Також діють лісообробні підприємства для відправлення кругляка до Західної Європи: ВАТ «Сколівський ДОК», Комбінат будівельних матеріалів, Тухлянське ЛПП, ВАТ «Ростислав», фабрика сувенірів та ряд приватних підприємств.

### Туризм
У районі є гірськолижні центри: спорткомплекс «Тисовець» м. Сколе та смт. Славське, с. Волосянка, с. Плав'я.
Навесні, літом та восени набирають популярність річкові маршрути для водного туризму. Так, в квітні на річці Опір проходять щорічні змагання з водного туризму. Також, за рахунок гірського характеру річок Опір (річка) та Стрий (річка), організовують рафтинг.

## Транспорт
Районом проходить низка важливих автошляхів, серед них E50 та E471.

## Населення
Розподіл населення за віком та статтю (2001):
| Стать | Всього | До 15 років | 15-24 | 25-44 | 45-64 | 65-85 | Понад 85 |
| --- | ------ | ----------- | ----- | ----- | ----- | ----- | -------- |
| Чоловіки | 24 213 | 5473        | 3804  | 7521  | 4482  | 2826  | 107      |
| Жінки | 26 088 | 5468        | 3699  | 6543  | 5106  | 4963  | 309      |
| \| Статево-вікова піраміда \| Статево-вікова піраміда \| Статево-вікова піраміда \| \| ----------------------- \| ----------------------- \| ----------------------- \| \| Чоловіки \| Вік \| Жінки \| \| 107 \| 85 + \| 309 \| \| 147 \| 80-84 \| 433 \| \| 433 \| 75-79 \| 985 \| \| 998 \| 70-74 \| 1614 \| \| 1248 \| 65-69 \| 1931 \| \| 1027 \| 60-64 \| 1576 \| \| 798 \| 55-59 \| 1033 \| \| 1187 \| 50-54 \| 1194 \| \| 1470 \| 45-49 \| 1303 \| \| 1998 \| 40-44 \| 1813 \| \| 1857 \| 35-39 \| 1545 \| \| 1816 \| 30-34 \| 1538 \| \| 1850 \| 25-29 \| 1647 \| \| 1885 \| 20-24 \| 1812 \| \| 1919 \| 15-20 \| 1887 \| \| 2118 \| 10-14 \| 2054 \| \| 1800 \| 5-9 \| 1851 \| \| 1555 \| 0-4 \| 1563 \| |        |             |       |       |       |       |          |
| Статево-вікова піраміда |        |             |       |       |       |       |          |
| Чоловіки | Вік    | Жінки       |       |       |       |       |          |
| 107 | 85 +   | 309         |       |       |       |       |          |
| 147 | 80-84  | 433         |       |       |       |       |          |
| 433 | 75-79  | 985         |       |       |       |       |          |
| 998 | 70-74  | 1614        |       |       |       |       |          |
| 1248 | 65-69  | 1931        |       |       |       |       |          |
| 1027 | 60-64  | 1576        |       |       |       |       |          |
| 798 | 55-59  | 1033        |       |       |       |       |          |
| 1187 | 50-54  | 1194        |       |       |       |       |          |
| 1470 | 45-49  | 1303        |       |       |       |       |          |
| 1998 | 40-44  | 1813        |       |       |       |       |          |
| 1857 | 35-39  | 1545        |       |       |       |       |          |
| 1816 | 30-34  | 1538        |       |       |       |       |          |
| 1850 | 25-29  | 1647        |       |       |       |       |          |
| 1885 | 20-24  | 1812        |       |       |       |       |          |
| 1919 | 15-20  | 1887        |       |       |       |       |          |
| 2118 | 10-14  | 2054        |       |       |       |       |          |
| 1800 | 5-9    | 1851        |       |       |       |       |          |
| 1555 | 0-4    | 1563        |       |       |       |       |          |

За результатами всеукраїнського перепису населення 2001 року у районі проживало 50,3 тисяч осіб (100,5 % відносно до перепису 1989 року).
Національний склад район станом на 2001 р.:
| національності | кількість осіб | %     |
| -------------- | -------------- | ----- |
| українці       | 49 933         | 99,25 |
| росіяни        | 246            | 0,49  |
| білоруси       | 37             | 0,07  |
| поляки         | 27             | 0,05  |
| молдовани      | 10             | 0,02  |
| інші           | 55             | 0,11  |
| не вказали     | 2              | …     |
| всього         | 50 310         | 100   |

## Музеї
- Історико-краєзнавчий музей «Сколівщина»

## ЗМІ
- Районна газета — Бойківська думка.

## Пам'ятки

### Пам'ятки архітектури
Державний реєстр національного культурного надбання Сколівщини:
- Церква Св. Параскеви (дерев'яна)/Пантелеймона (на даний час) XVII ст. Сколе, вул. Шевченка 512 1
- Дзвіниця церкви Св. Параскеви (дер.) 1760 р. Сколе, вул. Шевченка 512 2
- Церква Св. Духа (дер.) 1804 р. с. Верхня Рожанка 513 1
- Дзвіниця церкви Св. Духа (дер.) 1877 р. с. Верхня Рожанка 513 2
- Церква Преображення Господнього (дер.) 1804—1824 рр. с. Волосянка 1411 1
- Дзвіниця церкви Преображення Господнього (дер.) 1804–1824 рр. с. Волосянка 1411 2
- Церква Св. Василя (дер.) 1892—1894 рр. с. Грабовець 1412 1
- Дзвіниця церкви Св. Василя (дер.) 1874 р. с. Грабовець 1412 2
- Церква Вознесіння Господнього (дер.) 1820 р. с. Кальне 515 1
- Дзвіниця церкви Вознесіння Господнього (дер.) 1837 р. с. Кальне 515 2
- Церква Св. Параскеви (дер.) 1874 р. с. Коростів 1413 1
- Дзвіниця церкви Св. Параскеви (дер.) 19 ст. с. Коростів 1413 2
- Церква Пр. Трійці (дер.) 1842 р. с. Крушельниця 1414 1
- Дзвіниця церкви Пр. Трійці (дер.) 1824 р. с. Крушельниця 1414 2
- Церква Св. Михаїла (дер.) 1907 р. с. Лавочне 1415 1
- Дзвіниця церкви Св. Михаїла (дер.) 1908 р. с. Лавочне 1415 2
- Церква Успіння Богородиці (дер.) 1803 р. с. Нижнє Синьовидне 1416 1
- Дзвіниця церкви Успіння Богородиці (дер.) 18 ст. с. Нижнє Синьовидне 1416 2
- Дзвіниця церкви Богоявлення Господнього (дер.) п.19 ст. с. Нижнє Синьовидне 517 0
- Церква Здвиження (дер.) 1844 р. с. Опорець 518 1
- Дзвіниця церкви Здвиження (дер.) 1844 р. с. Опорець 518 2
- Церква Богоявлення (Св. Луки) (дер.) 1862 р. с. Орявчик 1417 1
- Дзвіниця церкви Богоявлення (Св. Луки) (дер.) 1801 р. с. Орявчик 1417 2
- Церква Св. Михаїла (дер.) 1888 р. с. Плав'є 1418 1
- Дзвіниця церкви Св. Михаїла (дер.) 1886 р. с. Плав'є 1418 2
- Церква Св. Василія Великого (мур.) 1810 р. с. Риків 1419 1
- Дзвіниця церкви Св. Василія Великого (дер.) 1810 р. с. Риків 1419 2
- Церква Св. Михаїла (дер.) 1874 р. с. Сможе 1420 1
- Дзвіниця церкви Св. Михаїла (дер.) 19 ст. с. Сможе 1420 2
- Церква Успіння Богородиці (дер.) 1858 р. с. Тухолька 521 1
- Дзвіниця церкви Успіння Богородиці(дер.) 1862 р. с. Тухолька 521 2
- Церква Св. Івана Хрестителя (дер.) 1846 р. с. Хащоване 1421 1
- Дзвіниця церкви Св. Івана Хрестителя (дер.) 19 ст. с. Хащованя 1421 2
- Церква Покрова Богородиці (дер.) 1868 р. с. Ялинкувате 1422 1
- Дзвіниця церкви Покрова Богородиці (дер.) 19 ст. с. Ялинкувате 1422 2
- Церква Благовіщення Пресвятої Богородиці (дер.), 1832, с. Верхнячка, 505/1-М
- Дзвіниця церкви Благовіщення, 1832, с. Верхнячка, 505/2-М

### Пам'ятки історії
1. Меморіал українських січових стрільців (50 індивід. могил; пам., ск. Є. та Я. Безніски, арх. В.Каменщик, 1998, мармурова крихта) 1915 р. г. Маківка, біля села Пшонець 1683 Розпорядження № 528, 19.07.1995
2. Братська могила радянських воїнів (пам., 1952, мармурова крихта, з/бетон) 1944 р. смт Верхнє Синьовидне, сквер 739 Рішення № 183, 05.05.1972
3. Братська могила УСС та воїнів УПА (пам., 1996) 1914 р., 1941 р., 1944-53рр. с. Орів, на горі Бренів 1684 розпо-ня № 236, 11.03.2001
4. Братська могила радянських воїнів (пам., ск. Я. Чайка, арх. В. Блюсюк, 1972, граніт, мармурова крихта) 1941—1945 рр. м. Сколе, пл. Незалежності 741 Рішення № 183, 05.05.1972
5. Братська могила радянських воїнів (пам., ск. Є.Дзиндра, арх. О.Матвіїв, 1975, мармурова крихта, з/бетон) 1944 р. смт Славське, біля школи 742 Рішення № 183, 05.05.1972
6. Братська могила воїнів УПА (пам., ск. П. Штаєр, арх. Р. Сивенький, 1993, бронза, мармурова крихта) 1944 р. смт Славське 1685 Розпорядження № 528, 19.07.1995
7. Братська могила мирних жителів, розстріляних німецько-фашистськими загарбниками (пам., 1976, бетон) 7 липня і 28 серпня 1941 р. с. Підгородці 740 Рішення № 183, 05.05.1972
8. Будинок, в якому жила Крушельницька С. А., українська співачка (худ.-мем. табл., 1973, бронза) 1932—1939 рр. с. Дубина, вул. Піскова,5 1686 Рішення № 450, 28.10.1987
9. Будинок, в якому виступав Франко І. Я., український письменник і вчений (мем. табл., 1984) 30 липня 1884 р. с. Корчин 1687 Рішення № 278, 5.06.1984
10. Пам'ятник борцям за волю України (ск. І.Самотос, 2000) смт Верхнє Синьовидне 1688 розпо-ня № 236, 11.03.2001
11. Бескидський залізничний тунель — станція Бескид 1886.

## Галерея

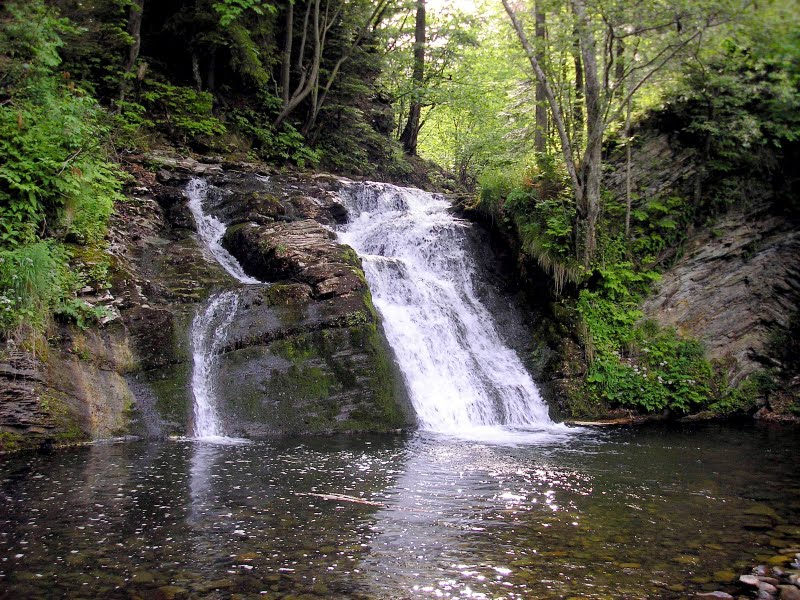
Водоспад Гуркало
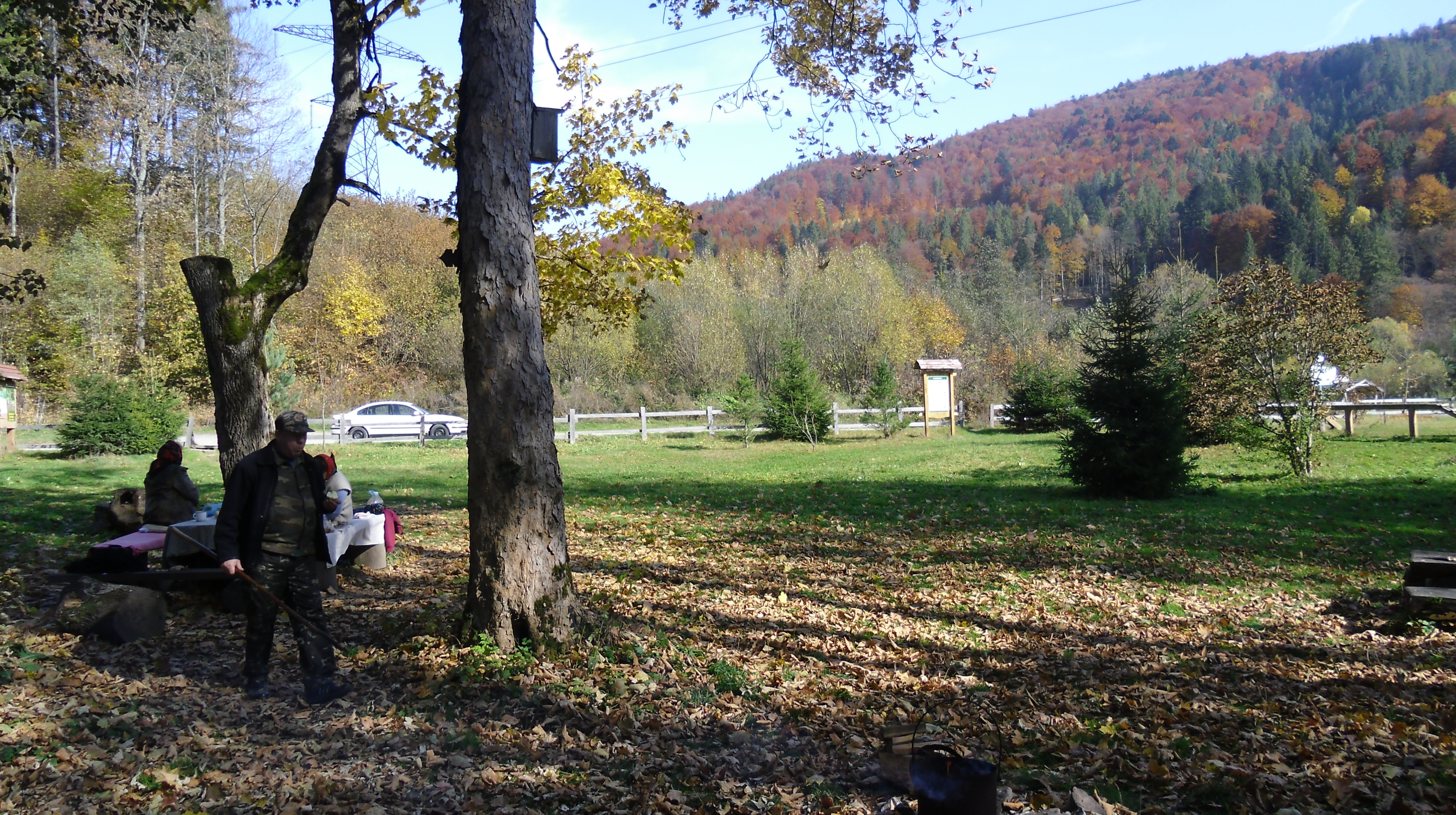
Місце відпочинку
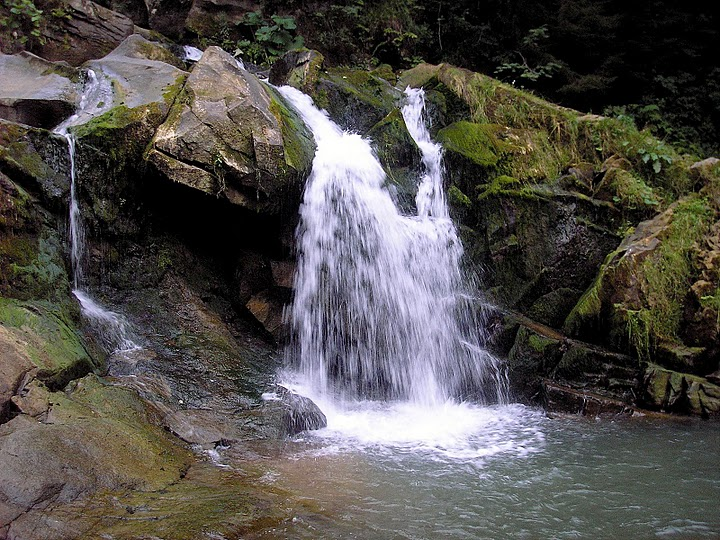
Кам'янецький водоспад
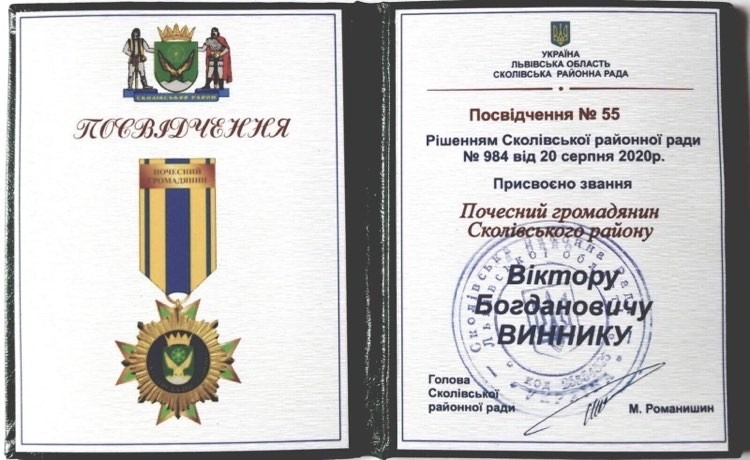
Посвідчення почесного громадянина району